# Venus von Berekhat Ram

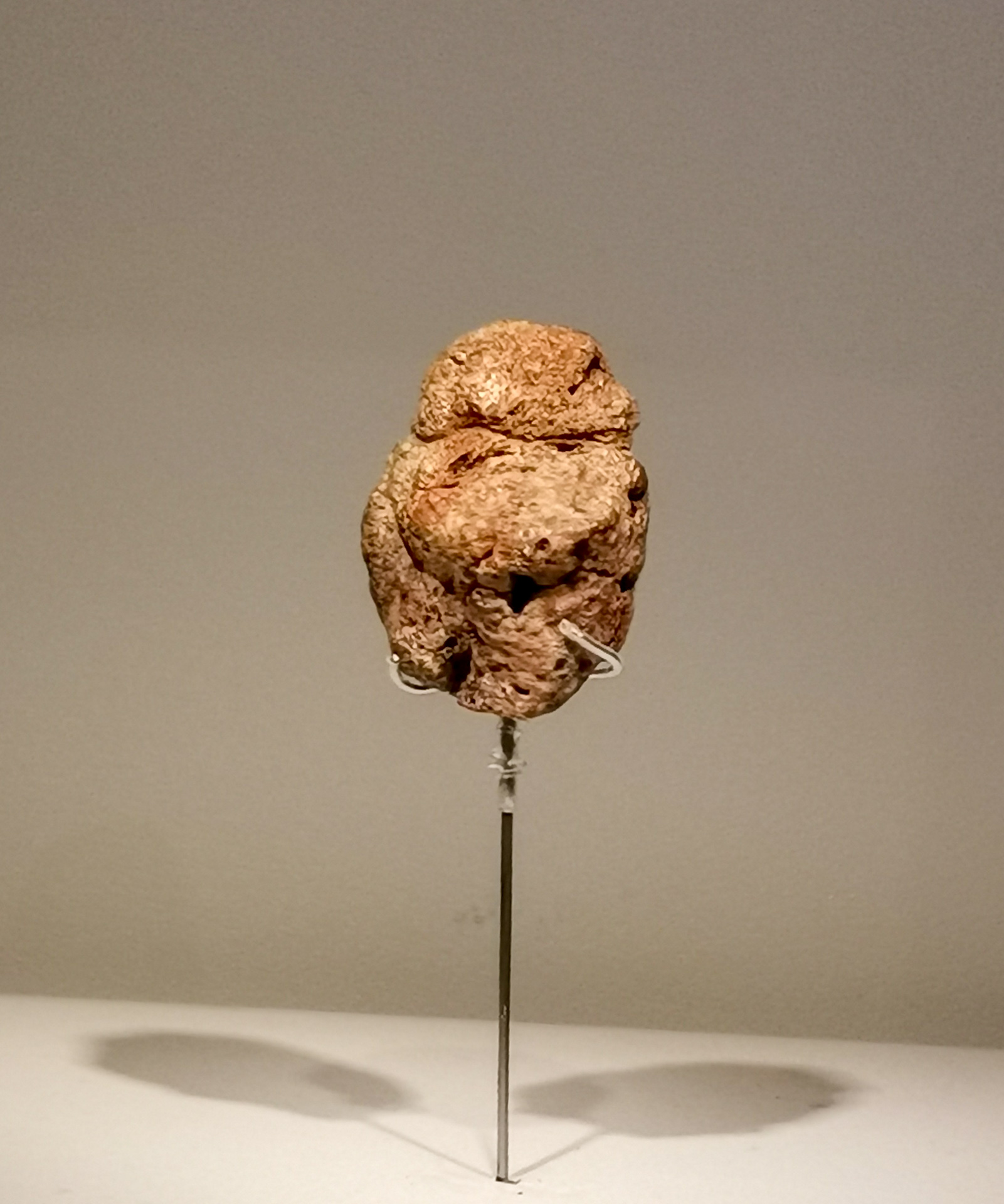
Venus von Berekhat Ram, Israel-Museum, Jerusalem, Israel

Die Venus von Berekhat Ram ist eine zwischen 250.000 und 280.000 Jahre alte mögliche Venusfigurine, die 1981 bei Ausgrabungen auf den Golanhöhen (von Israel kontrolliertes syrisches Gebiet) entdeckt wurde. Es handelt sich um eines der wenigen Objekte, das von einem Teil der Urgeschichtler als altpaläolithische Kleinkunst anerkannt wird.

## Fundort
Die Venus von Berekhat Ram wurde im Sommer 1981 von der israelischen Archäologin Naama Goren-Inbar (Hebräische Universität Jerusalem) bei einer Ausgrabung in Berekhat Ram auf den Golanhöhen gefunden. Bei der Fundstelle handelt es sich um einen Vulkankrater, der heute einen See enthält. Die 0,25 m dicke Fundschicht in einer Lage alluvialen Sediments war zwischen zwei Lagen Basalt (Untere und obere Kramim-Basalte) eingeschlossen, von denen die obere mit der Kalium-Argon-Datierung (Ar40/Ar39) auf ein Alter von ca. 233.000 Jahre, die untere auf ca. 470.000 Jahre datiert wurde.
Die begleitenden Silexfunde stammen aus dem Acheuléen und enthalten Levalloisabschläge. Daneben kommen jungpaläolithische Typen wie Stichel und Endretuschen vor.

## Figur
Bei der Figur handelt sich um einen 35 mm langen, 25 mm breiten und 21 mm dicken roten Tuff, der drei Vertiefungen aufweist, die vermutlich mit einem scharfkantigen Stein eingekerbt wurden. Eine Vertiefung führt rund um das schmalere Ende, zwei weitere verlaufen die Seiten hinunter und werden als Hals bzw. Arme angesehen. Eine detaillierte SEM-Analyse der Figur und von natürlichen und experimentell bearbeiteten Tuff-Brocken aus derselben Fundstelle lassen Francesco d’Errico und April Nowell zu der Schlussfolgerung kommen, dass die Ritzlinien anthropogen sind. Daher wird der Stein als bearbeitet angesehen, auch wenn die angebliche Figur wenig Ähnlichkeit mit späteren Funden aufweist.
Er wäre  das älteste Beispiel menschlicher Kunst, wobei der Homo erectus im späten Acheuléen der Schöpfer gewesen wäre.

## Kontroverse
Einige Wissenschaftler glauben belegen zu können, dass es sich bei diesem Stein um eine rein natürliche, geologische Bildung handelt, deren Ähnlichkeiten mit einer Venusfigurine rein zufällig sind. Im Gegensatz dazu vertritt der amerikanische Paläokunstexperte Alexander Marshack (Harvard-Universität) nach einer mikroskopischen Untersuchung die Auffassung, dass bei dieser Proto-Plastik eine offenbar von der Natur vorgegebene Formähnlichkeit durch gezielte Bearbeitung verstärkt worden sei und eine rein natürliche Entstehung auszuschließen sei. Die Archäologen Angela Close und João Zilhão akzeptieren zwar eine menschliche Bearbeitung, nicht aber die Deutung als Frauenstatuette. Zilhão schlägt eine Nutzung zur Ockergewinnung vor.